# علي شلال القيسي
علي شلال القيسي كان سجيناً في سجن أبو غريب في بغداد، العراق، خلال السنوات الأولى من الحرب على العراق بقيادة الولايات المتحدة. أثناء اعتقاله في سجن أبو غريب تعرض علي شلال القيسي للتعذيب الجسدي والنفسي الشديد على أيدي أفراد من الجيش الأمريكي.
كان علي مغطى الرأس واقفاً على صندوق والأسلاك كانت موزعة في المناطق الحساسة في انحاء جسده وأعضائه التناسلية تحت تهديد بالصعق الكهربائي إذا ما وقع من على الصندوق. ومع ذلك يزعم الجيش الأمريكي أن الأسلاك لم تكن موصولة بالكهرباء لكن فقط هي لإيهام السجين وتهديده بالصعق الفعلي بالكهرباء، ويتناقض كلام الجيش الأمريكي مع كلام علي في مقابلة بعد خروجه من السجن أنه بالفعل قد صعق بالكهرباء وكانت الصورة أبرز الصور التي تتناقلها وسائل الاعلام في فضيحة أبو غريب ، وأصبحت رمزاً لما فعله الجيش الأمريكي في سجن أبو غريب من تعذيب وسوء معاملة وانتهاكات لحقوق الإنسان. هي وغيرها من الصور والكاريكاتيرات والكتابات التي انتشرت حول هذه الفضيحة ولديه صورة بعد خروجه من سجن أبو غريب وهو صاحب أشهر صورة في التعذيب